# یوسف بهبود چایچی
یوسف بهبود چایچی (۱۳۰۲–۱۳۸۵ه‍. ش) یکی از بزرگترین مجموعه داران تمبر ایران بود. وی از شاگردان دکتر محمد دادخواه و نماینده فدراسیون بین‌المللی تمبرشناسی (Fédération Internationale de Philatélie) در ایران به‌شمار می‌آمد.

## فعالیت و جوایز
یوسف چایچی در طی ۲۳ سال توانست با شرکت در ۷۵ نمایشگاه منطقه‌ای و بین‌المللی تمبر و نمایش مجموعه‌های بی‌نظیر خود، ۷۵ مدال طلا، نقره و برنز و تعداد زیادی دیپلم افتخار کسب نماید. او صاحب چهار مجموعه ارزشمند: تمبرهای سری پست هوایی ایران، سری تمبرهای دوره قاجار، کارت پستال و پاکت نامه‌های پستی قدیمی ایران بود.
وی که مجموعاً ۸۰ مدال نمایشگاه‌های جهانی تمبر را در کارنامه خود داشت وصیت نمود که چهار مجموعه تمبر ایرانی اش وقف موزه گنجینه تمبر و اسکناس موزه آستان قدس رضوی شود.